# Eiskunstlauf-Weltmeisterschaft 1901
Die 6. Eiskunstlauf-Weltmeisterschaft fand am 10. und 11. Februar 1901 in Stockholm (Schweden) statt.
Wieder gab es nur zwei Teilnehmer. Vier der sechs Punktrichter kamen aus Schweden, keiner aus dem Deutschen Kaiserreich. Trotzdem waren die Bewertungen ausgeglichen. Adams, Pettersson und Westergren sahen Salchow vorne, Euler, Hansson und Lindquist sahen Fuchs vorne. Nach zwei Vize-Weltmeistertiteln war es der erste Weltmeistertitel für Salchow.

## Ergebnisse

### Herren
| Platz | Sportler       | Land            |
| ----- | -------------- | --------------- |
| 1     | Ulrich Salchow | Schweden        |
| 2     | Gilbert Fuchs  | Deutsches Reich |

Punktrichter waren:
- W. F. Adams  Vereinigtes Königreich
- G. Euler  Österreich
- A. Hansson  Schweden
- L. Lindquist  Schweden
- H. Pettersson  Schweden
- I. Westergren  Schweden

## Quelle
- World figure skating championships 1900–1909 (men). Skatabase, archiviert vom Original am 11. Oktober 2008; abgerufen am 21. Mai 2018 (englisch).